# Suzuki GT 125
GT, sigle de grand tourisme, est une gamme complète de motos routières à moteur deux temps de 50 à 750 cm3 du constructeur japonais Suzuki, vieillissante à la fin des années 1970 : GT 50, GT 125, GT 185, GT 250, GT 380, GT 500, GT 550, GT 750, en un, deux ou trois cylindres, qui elle-même succédait à la gamme T, plus précisément la T125 « Flying Leopard » pour ce qui concerne la 125.
Après remise à jour, elle devient GT X, et se compose en dernière évolution des modèles X1, X3, X4, x-3, x-4, X5 et X7 dont peu seront importés en France.
Elles sont dotées d'un moteur bicylindre à deux temps pour les x-4, X5 et X7, et d'un monocylindre pour les X1 50 cm3, lequel remplace la GT 50, X3 100 cm3 et X4 125 cm3 qui sont les remplaçantes des GP100 et GP125.
Pour la différencier de la X4, la GT 125 bicylindre importée en France sera d'abord nommée « x-4 ». Sur d'autres marchés, elle est baptisée « RG 125E » comme son ainée GT 125 l'était en RG 125 (à ne pas confondre avec le modèle suivant RG 125 Gamma totalement différent), puis « GT 125 X4 » en 1982.
La X5, une 200 cm3 (sans clapets), et la X7, une 250 cm3 (avec clapets), sont très répandues en Grande-Bretagne.
Les plus grosses cylindrées étant abandonnées, il faudra attendre 1985 pour retrouver une moto de plus de 250 cm3 dans la gamme routière deux temps Suzuki avec la RG 500 Gamma.

## GT 125 1974
La GT 125 possède une finition soignée aux peintures pailletées, et de nombreux chromes. Elle dispose d'un frein à disque à commande hydraulique à l'avant et d'un tambour simple came à l'arrière, et de jantes chromées à rayons. Suzuki présente ce modèle avec un circuit électrique de 12 V, alors que la plupart des concurrents utilisent toujours un circuit de 6 V. Un bicylindre quasi vertical à plan de joint de carter horizontal unique et le Ram Air System équipant plusieurs GT. Des cylindres aluminium avec insert en fonte lors de la coulée à quatre transferts et non pas simplement chemisés.[style à revoir] Les cotes moteurs de 43 × 43 mm resteront communes à tous les modèles, comme l'embiellage, l'alternateur à rotor interne et la pompe à huile ou les pistons à segments Keystone. La boite de vitesses à cinq rapports commandés par fourchettes et le carter inférieur resteront communs également dans le principe. Le graissage séparé est assez sophistiqué et unique, comprenant une arrivée aux roulements du vilebrequin séparée, sauf pour le droit qui est graissé par l'huile de boite, en plus des conduits d'admission.

## GT 125 C et EC 1978
En 1978 paraît un nouveau style plus sportif, affichant moins de chromes. Garde-boue avant peint, arrière en plastique noir. Petit dosseret de selle. Fin du feu arrière en forme de maillon de chaine partagé par toutes les GT sauf la 50 cm3. Le disque avant change de côté. Abandon du Ram Air System, non indispensable sur un bicylindre. Carters moteurs côté allumage en plastique. Ailettage des cylindres plus généreux.[style à revoir]

## GT 125 EC Gold label 1979
Retour à un design plus cossu avec un garde-boue avant chromé (partagé avec la GP125) et quelques dorures, mais c'est globalement la même machine. Uniquement disponible avec des roues en alliage d'aluminium.[style à revoir] Un dispositif est ajouté à l'embrayage pour faciliter le cirage au démarrage. Les carburateurs gagnent 1 mm et passent à 19 mm. L'ailettage des cylindres est plus généreux, plus flatteur, alors que l'intérieur est identique. Le moteur est peint en noir.

## GT 125 x-4 1980
Jusque-là, le modèle aura finalement peu évolué si ce n'est sur un plan esthétique.
La GT 125 x-4 est l'ultime évolution de la Suzuki GT 125 de 1973, adoptant un style plus anguleux typique des années 1980, un phare rectangulaire et des compteurs carrés ; les feux arrière et clignotants abandonnent aussi les rondeurs. Elle reçoit un petit carénage de tête de fourche au cours de sa courte carrière.
Elle arrive sur le marché le 18 juin 1980, affiche  une puissance de 15,4 ch à 8 600 tr/min, lui permettant une vitesse de pointe réelle de 115 km/h en position assise et un peu plus de 125 km/h en position effacée (soit 5 km/h de plus que la précédente). Elle offre les meilleures reprises de sa catégorie, loin devant la Honda Twin 125 et la Yamaha 125 RDX, qu'elle devance aussi d'une seconde au 400 m DA, grâce à ses boites à clapets power reed valves qui favorisent les hauts régimes et son admission directe qui n'entrave pas l'admission aux faibles charges, contrairement aux clapets en toit classiques ; elle corrige ainsi le point faible de la précédente génération. Elle sera saluée pour cela dans la presse de l'époque : « De très loin la plus hargneuse sur le terrain ».
Elle possède un cadre typé moto triangulé qui enserre le bras oscillant, contrairement aux concurrents de la catégorie aux châssis typés cyclomoteur le plus souvent. Son comportement routier est ainsi plus rigoureux. Le disque de frein avant à commande hydraulique est à la fois plus léger et plus efficace que celui de la précédente génération, le meilleur de sa catégorie. Toutefois, l'allumage par rupteurs, habituel à l'époque, et sa consommation moyenne de 6,0 L aux 100 km, peuvent être considérés comme des défauts aujourd'hui.
Sa carrière se termine en 1984 avec une version Gold Label comme le modèle précédent.